# Parlamentní volby v Ázerbájdžánu 1990
Parlamentní volby se konaly 30. září a 14. října 1990 v Ázerbájdžánské sovětské socialistické republice. Před rozpadem Sovětského svazu byly výsledky voleb zničeny, není známo kolik ázerbájdžánských občanů šlo k volbám, ale je jisté, že vyhrála Komunistická strana Ázerbájdžánu. Ázerbájdžánská lidová fronta měla v progarmu liberalismus, reformismus a také nacionalismus.

## Volební výsledky
| Strana                           | Počet hlasů | %     | Mandáty |
| -------------------------------- | ----------- | ----- | ------- |
| Komunistická strana Ázerbájdžánu |             |       | 280     |
| Ázerbájdžánská lidová fronta     |             |       | 45      |
| Nestraníci                       |             |       | 15      |
| Ostatní                          |             |       | 20      |
| celkem                           | ?           | 100 % | 360     |